# 宣光之圍
宣光圍城戰（法語：Siège de Tuyên Quang）是中法戰爭期間法國和清朝軍隊在越南北部的一場重要交戰。在1884年11月24日至1885年3月3日為期四個月的圍攻中，一支由630人組成的法國駐軍，包括法國外籍軍團的兩個連，對抗了人數為將近20倍的中國軍隊，成功地保衛了宣光。宣光圍城戰至今依然是軍團最自豪的戰鬥榮譽之一。

## 註腳
1. ↑  Thomazi, Conquête, 237–41